# Asiatiska mästerskapen i skidorientering
Asiatiska mästerskapen i skidorientering är skidorienteringens asiatiska mästerskap. Tävlingarna hade premiär 2012.

## Tävlingar
| år   | Datum              | Land      | Ort         |
| ---- | ------------------ | --------- | ----------- |
| 2012 | 29 februari-4 mars | Kazakstan | Sjtjutjinsk |

### Fotnoter
1. ↑  Clive Allen (1 december 2011). ”Exciting programme in Ski Orienteering World Cup” (på engelska). Ozine. Arkiverad från originalet den 5 mars 2016. https://web.archive.org/web/20160305014234/http://orienteering.org/wp-content/uploads/2010/12/O-zine-04-2011.pdf. Läst 8 november 2015.